# Giovanni Andrea Sirani
Giovanni Andrea Sirani (Bologne, 4 septembre 1610 - Bologne, 21 mai 1670) est un peintre italien et un marchand d'art du XVIIe siècle appartenant à l'école bolonaise. Il est le père d'Elisabetta Sirani.

## Biographie
Après un apprentissage auprès de  Giacomo Cavedone, Giovanni Andrea Sirani poursuit son éducation artistique à l'atelier de Guido Reni et en devient l'élève le plus fidèle et aussi son exécuteur testamentaire ce qui lui permit de récolter ses dessins et de fonder son propre atelier.
Une de ses œuvres les plus remarquées est à les douze crucifiés, peinture dans la cathédrale de Plaisance.
Atteint d'arthrose et de goutte, dans l’incapacité de peindre, il  se résigne à passer le flambeau à sa fille Elisabetta qui prend la direction de l’atelier. Elle meurt en 1665, cinq avant son père, qui ne produit rien entre 1665 et 1670.
Giovanni Andrea Sirani s'est retrouvé mêlé à diverses conspirations entourant la mort de sa fille en 1665. Alors que Giovanni accusait une servante d'avoir empoisonné sa fille, d'autres voyaient en Giovanni l'origine de la mort par ulcère à l'estomac dû au surmenage. .

## Œuvres
- Jésus au temple, Oratorio dei Preti
- Vierge Marie, église San Giorgio
- Christ en croix, église San Benedetto
- La dernière cène, église San Girolamo della Certosa
- Scène de banquet, musée du Louvre, Paris
- Vénus victorieuse, v. 1640, huile sur toile, 89 x 120 cm, musée des beaux-arts de Dijon, Dijon

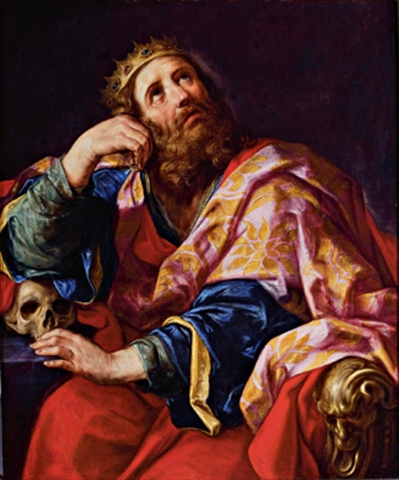
David.
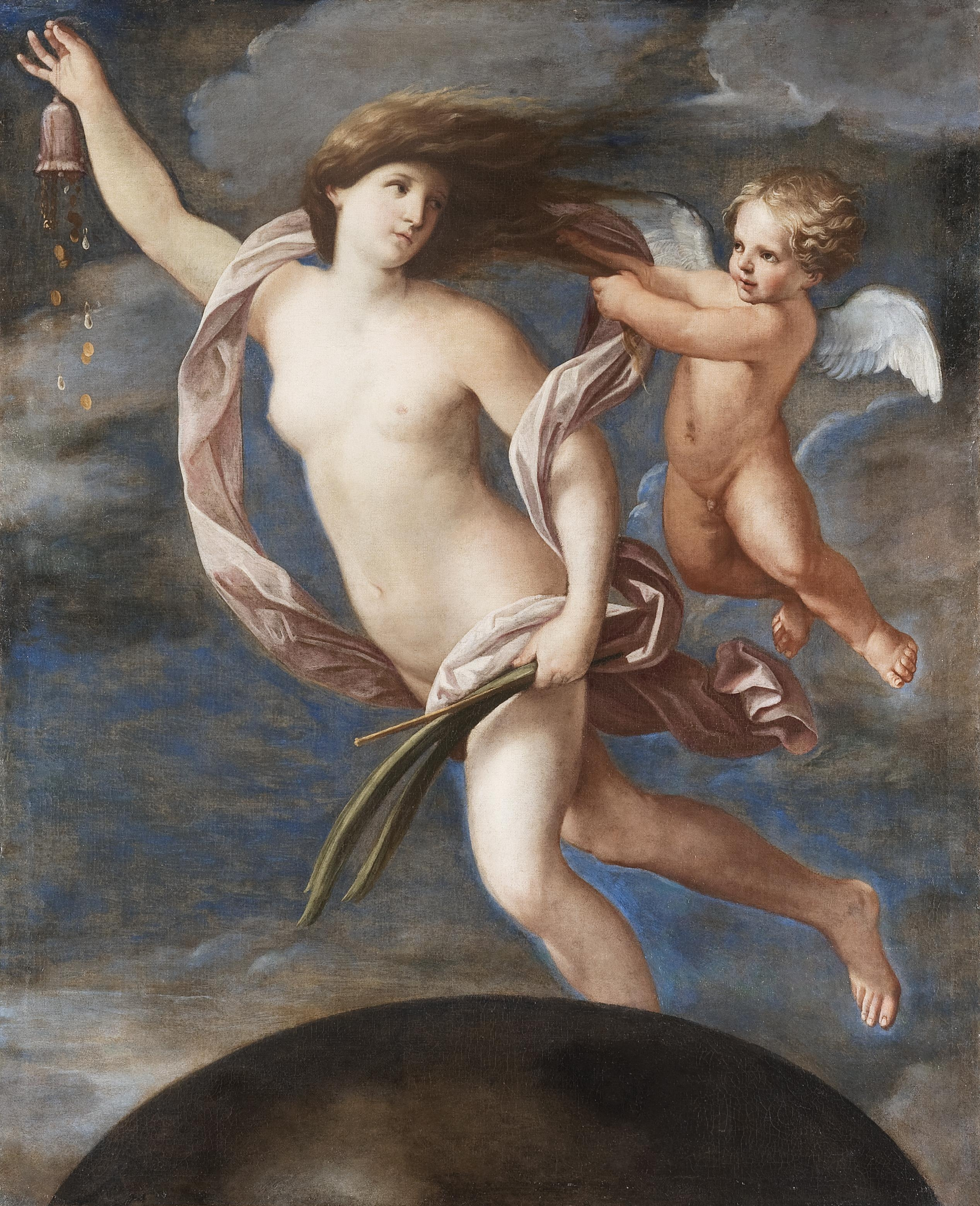
Fortuna et Amor.
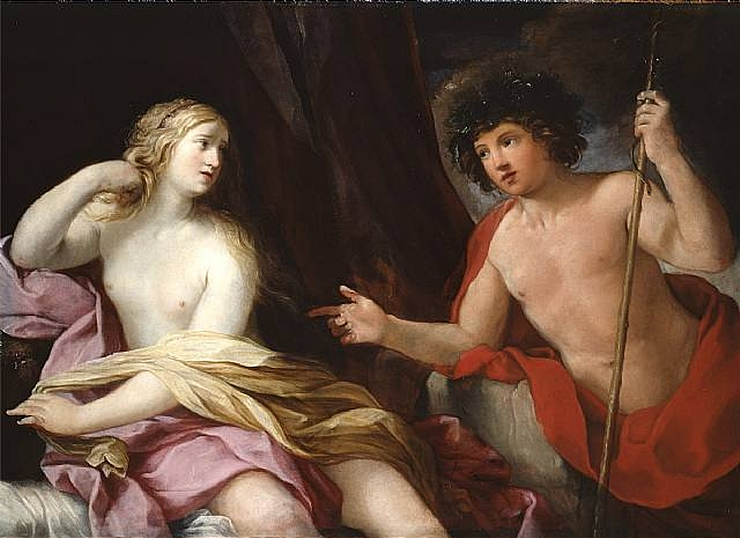
Bacchus et Ariadne.
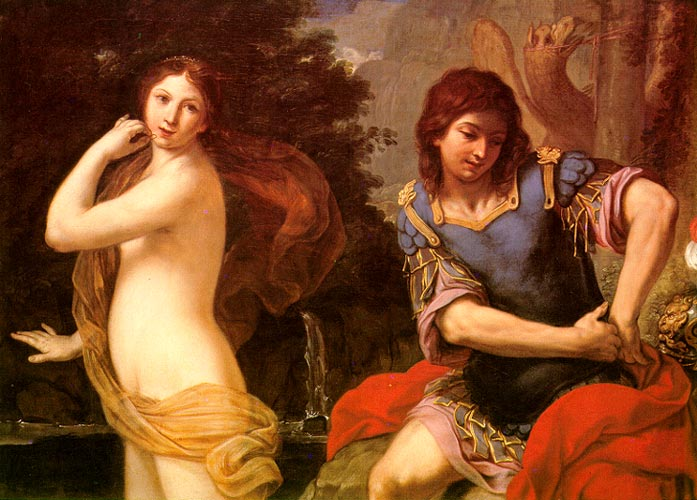
Angelica et Ruggero.

## Sources
- (it) Cet article est partiellement ou en totalité issu de l’article de Wikipédia en italien intitulé « Giovanni Andrea Sirani » (voir la liste des auteurs).

1. ↑  Charles Blanc et al., Histoire des peintres de toutes les écoles,tome 13, Paris, Renouard, 1883-1884, 224 p., p. 45-46
2. 1 2  Hélène Meyer, « Sirani Elisabetta », sur Ministère de la Culture